# 巨蝮四式鏈炮
巨蝮四式鏈炮（英語：Bushmaster IV，以下簡稱：巨蝮四式）是一門由美国武器製造商阿連特科技系統公司（簡稱：ATK）所研製及生產、可自動／半自動射擊的鏈炮，發射40×365毫米L/70波佛斯／北約口徑机炮炮彈。

## 概述
巨蝮四式是以最初由阿連特科技系統公司研發的M242「巨蝮式」25×137毫米北約口径鏈炮和Mk 44「巨蝮二式」30×173毫米北約口径鏈炮為藍本，並且加大及增強結構以承受40毫米机炮炮彈的膛壓以至後座力。
巨蝮四式發射的彈藥包括博福斯40毫米L/70 3P（預碎片、可編程及感應後近炸式引信彈藥）、APFSDS-T Mk I和APFSDS-T Mk II型炮彈。40毫米3P彈可提供空爆彈藥能力，而且APFSDS-T Mk II型可貫穿超過150毫米裝甲。

## 其他規格
- 後座力：14,000磅（7,000公斤）
- 電源要求：5.0馬力（3.7千瓦）時為24伏特
- 清潔方法：開放槍機、半閉鎖槍機
- 保險：絕對防遲發保護

## 資料來源
1. ↑  包括槍管、驅動用電動機、緩衝系統和整體式雙向供彈器。
2. ↑  .   [2016-07-13]. （原始内容存档于2014-04-02）.
3. ↑  .   [2016-07-13]. （原始内容存档于2013-12-30）.
4. ↑   (PDF).   [2013-12-30]. （原始内容 (PDF)存档于2013-02-28）.

## 外部連結
- （英文）—https://web.archive.org/web/20140402143531/http://www.atk.com/products-services/40mm-bushmaster-iv-automatic-cannon/
- （英文）—Army-Guide.com—Bushmaster IV （页面存档备份，存于）